# Fachakademie für Sozialpädagogik
Die Fachakademie für Sozialpädagogik (FakS) ist eine Ausbildungsstätte für Erzieher in Bayern. Sie ist im Wesentlichen mit den Fachschulen für Sozialpädagogik in anderen Bundesländern Deutschlands zu vergleichen. Gegenwärtig gibt es 65 Fachakademien für Sozialpädagogik. Bei erfolgreich absolvierter Ausbildung wird die Berufsbezeichnung Staatlich anerkannte Erzieherin oder Staatlich anerkannter Erzieher sowie Bachelor Professional in Sozialwesen verliehen.

## Geschichte
Die Vorläufer der heutigen Fachakademien für Sozialpädagogik waren in den Anfängen sog. Kinderbewahrschwesternschulen, Lehrkurse für Kleinkinderlehrerinnen, Lehrkurse für Leiterinnen von Bewahranstalten, Kindergärtnerinnenseminare und andere mehr, wobei die meisten Ausbildungsstätten unter kirchlicher/klösterlicher Trägerschaft standen. Der erste Lehrkurs zur Ausbildung von Kindergärtnerinnen wurde 1843 in München von den Armen Schulschwestern im Angerkloster ins Leben gerufen.
1908 erfolgte in Preußen die erste staatliche Regelung der Ausbildung und damit die Sicherung professioneller Mindeststandards der Berufsausbildung. Diese Ausbildungsregelungen waren Vorbild für die anderen deutschen Staaten. In Bayern erfolgten die ersten staatlichen Verordnungen 1911. Demzufolge wurden die Seminare, auch die privaten, dem Ministerium unterstellt. In Bayern waren die meisten Seminare in klösterlicher Trägerschaft, wobei die seinerzeit (1928) am meist empfohlenen waren:
1. Das Kindergarten-Hortseminar der Armen Schulschwestern im Angerkloster zu München.
2. Die Kindergarten- bezw. Hortseminar der Engl. Fräulein zu Haag in Oberbayern, und zu Aschaffenburg in Unterfranken.
3. Das Kindergärtnerinnenseminar der Sternfrauen zu Nördlingen, und zu Augsburg.
4. Das Kindergärtnerinnenseminar der armen Franziskanerinnen zu Dillingen.
5. Das Kindergärtnerinnenseminar in Würzburg-Oberzell.
6. Das Kindergärtnerinnenseminar der Franziskanerinnen in Mallersdorf.
7. Das Kindergärtnerinnenseminar des Crescentiaklosters in Kaufbeuren.
8. Das Kindergärtnerinnenseminar des Klosters Marienberg in Abenberg.

Sämtliche Seminare haben staatliche Abschlussprüfungen.
Durch ministeriellen Erlass erfolgte 1928 eine Änderung der Ausbildungssituation: die Kindergärtnerinnen- und Hortnerinnenausbildung (die bis dahin ein bzw. zwei Jahre dauerte) wurde in einem zweijährigen Lehrgang vereinigt.
Während der Nazi-Diktatur wurden die bestehenden Seminare gleichgeschaltet, viele konfessionell gebundene Ausbildungsstätten aufgelöst oder NSV-Seminare ins Leben gerufen (z. B. in Friedberg bei Augsburg, Schloss Steinenhausen bei Kulmbach). Für die Seminare in kirchlicher Trägerschaft verfügte das Bayer. Staatsministerium für Unterricht und Kultus:
Die konfessionell gebundenen sozialpädagogischen Seminare sind noch im Laufe dieses Jahres in die Hand eines öffentlichen körperschaftlichen Schulträgers überzuleiten … Den Leiterinnen […] ist mitzuteilen, dass mit Beginn des Schuljahres 1941/42 Neuaufnahmen nicht mehr stattfinden dürfen.
Nach dem Zweiten Weltkrieg wurden, um den erhöhten Bedarf an ausgebildeten Kindergärtnerinnen/Hortnerinnen zu entsprechen, Schnell- und Sonderkurse errichtet. Der Besuch dieser war an die Bedingung geknüpft, dass die Absolventinnen später sich einer Nachschulung unterziehen. Die wiedereröffneten oder neu entstandenen Schulen nannten sich Seminare für Jugendpflege, Fachschulen für Kindergärtnerinnen, Seminare für Kindergärtnerinnen und Hortnerinnen sowie seit 1968 Fachschulen für Sozialpädagogik. Die Neuordnung über das berufliche Schulwesen in Bayern 1972 führte zu einer weiteren Änderung: Die Fachschulen für Sozialpädagogik wurden umgewandelt in Fachakademien für Sozialpädagogik, die neben der beruflichen Ausbildung der Erzieherinnen auch den Erwerb der fachgebundenen Fachhochschul- bzw. Hochschulreife ermöglichen.
Zurzeit (2012) wird heftig darüber diskutiert, ob die Ausbildung um ein Jahr verkürzt werden soll. Diesbezüglich gibt es zum Für und Wider einer Verkürzung die unterschiedlichsten Ansichten. Margret Langenmayr meint unter anderem, dass sich der laute Ruf nach Verkürzung der Ausbildung weniger auf die qualitative Weiterentwicklung der Ausbildung zu beziehen [scheint], wie sie kontinuierlich notwendig ist, sondern auf die Erwartung, dadurch mehr junge Frauen und Männer zu motivieren, den Beruf zu ergreifen.

## Aufnahmekriterien
Die Aufnahme an einer Fachakademie für Sozialpädagogik setzt einen mittleren Schulabschluss und eine abgeschlossene berufliche Erstausbildung bzw. ein erfolgreich abgeschlossenes Sozialpädagogisches Seminar respektive Sozialpädagogisches Einführungsjahr voraus. Daneben ist der Zugang mit Hochschul- oder Fachhochschulreife und dem Nachweis über ein einschlägiges, 200 Zeitstunden dauerndes Praktikum möglich. Außerdem ist die Zulassung mit mittlerem Schulabschluss und einer einschlägigen beruflichen Tätigkeit von mindestens vier Jahren möglich.
Bei der Bewerbung müssen ein ärztliches Zeugnis, dass die Eignung für den Beruf feststellt und ein amtliches Führungszeugnis vorgelegt werden. Außerdem darf es keine Anhaltspunkte geben, die die Bewerberin oder den Bewerber als ungeeignet für den Beruf der Erzieherin oder des Erziehers erscheinen lassen.

## Ausbildung
Die Ausbildung gliedert sich in das Sozialpädagogische Einführungsjahr bzw. das Sozialpädagogische Seminar und das postsekundäre Studium mit dem berufspraktischen Jahr. Sie soll dazu befähigen in Einrichtungen für Kinder, Heimen, Einrichtungen der Jugendarbeit sowie in anderen sozialpädagogischen Bereichen als Erzieher tätig zu sein.

### Sozialpädagogisches Einführungsjahr (ab September 2021)
Ab September 2021 ersetzt das Sozialpädagogische Einführungsjahr (SEJ) das bisherige Sozialpädagogische Seminar (SPS). Im Gegensatz zum vorhergehenden Modell wird es nicht mit der Prüfung zum staatlich geprüften Kinderpfleger abgeschlossen. Neben der fachpraktischen Ausbildung in einer sozialpädagogischen Einrichtung wird zu gleichen Teilen ein überwiegend theoretischer Unterrichtsteil an der Fachakademie geleistet.
Die Verkürzung der Ausbildung und die Einführung des Sozialpädagogischen Einführungsjahrs wurde entgegen der Kritik, z. B. von der Arbeitsgemeinschaft der katholischen Fachakademien für Sozialpädagogik in Bayern durch das Staatsministerium für Unterricht und Kultus festgelegt. Die Arbeitsgemeinschaft sieht insbesondere folgende Punkte schwierig: Durch den Wegfall der Abschlussprüfung zum staatlich geprüften Kinderpfleger gingen pädagogische Fachkräfte dem Berufsfeld verloren, die aus vielfältigen Gründen nach dem SEJ nicht die Hauptausbildung antreten. Außerdem werde durch die wegfallenden Praxiszeiten deutlich weniger Praxiserfahrungen in den Einrichtungen möglich.

### Sozialpädagogisches Seminar (auslaufend)
Das Sozialpädagogische Seminar (SPS) dauert in der Regel zwei Jahre und ersetzt das früher obligatorische Vorpraktikum. Es dient dem Kennenlernen betrieblicher Abläufe und der Arbeitsfelder des Erziehers sowie der Vorbildung im sozialpflegerischen Bereich. Das SPS wird mit einer praktischen Prüfung sowie schriftlichen Prüfungen in Pädagogik/Psychologie und Deutsch zum staatlich geprüften Kinderpfleger abgeschlossen. Das Sozialpädagogische Seminar wird zum Studienjahr 2021/2022 abgeschafft, wobei Fachakademien teilweise im September 2021 noch einen SPS-Jahrgang beginnen und das neue Ausbildungsmodell erst zum Studienjahr 2022/2023 einführen.

### Studium
Das postsekundäre Studium dauert 2 Jahre. In Unterrichtsfächern wie Pädagogik, Soziologie, Praxis- und Methodenlehre, Rhythmik oder Rechtskunde erfahren die Studierenden eine für die Arbeit in den verschiedensten sozialpädagogischen Einrichtungen (Kindergarten, Schulhort, Kinderkrippe, Jugendarbeit etc.) qualifizierende Ausbildung. Es wird mit einer mündlichen Prüfung in Praxis- und Methodenlehre und schriftlichen Prüfungen in Pädagogik/Psychologie/Heilpädagogik sowie Literatur- und Medienpädagogik oder Theologie abgeschlossen. Zusätzlich kann mit einer Ergänzungsprüfung in Englisch die fachgebundene Fachhochschulreife und dem Zusatzfach Mathematik die allgemeine Fachhochschulreife erlangt werden. Beim Erreichen dieses Abschlusses und einem Notendurchschnitt von 1,5 oder besser erreichen die Absolventen zusätzlich die fachgebundene Hochschulreife, die ein Universitätsstudium im pädagogischen Bereich ermöglicht.

### Berufspraktikum
Im Berufspraktikum sollen bei tariflicher Bezahlung die bisherigen theoretischen und praktischen Kenntnisse angewandt und weiter vertieft werden. Es schließt ab mit einer mündlichen Prüfung, dem Kolloquium und einer praktischen Prüfung. Zusätzlich muss in diesem Jahr auch eine Facharbeit zu einer pädagogischen Problematik in der Praxisstelle verfasst werden.

## Ausbildungsvarianten
15 Fachakademien erproben in einem Modellversuch die Erzieherausbildung mit optimierten Praxisphasen.
Alle Varianten sehen im Gegenteil zur bisherigen Form der Ausbildung einen durchgängigen Vertrag und damit auch Vergütung mit bzw. durch einen Träger vor, ähnlich einer dualen Ausbildung. Außerdem wird die Ausbildungszeit auf vier bzw. drei Jahre verkürzt.